# Imagic
Imagic war ein US-amerikanischer Hersteller für Computerspiele der Plattformen Atari 2600, Philips G7000 und anderer in den 1980er Jahren.

## Firmengeschichte
Das Unternehmen wurde 1981 unter anderem von dem ehemaligen Atari-Programmierer Rob Fulop, dem Autor der Spiele Night Driver und Missile Command, gegründet. Zu den erfolgreichen Spielen von Imagic gehörten Atlantis, Cosmic Ark und Demon Attack. In den letzten Jahren, in denen die Atari-2600-Plattform vertrieben wurde, gehörte Imagic zu den Spieleunternehmen, die neben Atari und Activision die meisten Spiele für diese Spielkonsole auf dem Markt vertrieben.
Obwohl Imagic in den ersten Jahren des Bestehens sehr schnell wuchs, wurde es durch den Zusammenbruch der Videospiele-Industrie 1983 unumkehrbar wirtschaftlich geschädigt. Das Unternehmen veröffentlichte insgesamt mehr als 20 Spiele, bevor es 1986 aufgelöst wurde. Die Rechte an den Spielen von Imagic liegen seit Ende der 1980er Jahre bei Activision. Die Spiele wurden seither auf unterschiedlichen neuen Plattformen wiederveröffentlicht.

## Spiele
- Atlantis
- Beauty and Beast
- Cosmic Ark
- Demon Attack
- Dracula
- Dragonfire
- Fathom
- Fire Fighter
- Laser Gates
- Microsurgeon
- Moonsweeper
- No Escape!
- Nova Blast
- Quick Step
- Riddle of the Sphinx
- Safecracker
- Shootin´Gallery
- Solar Storm
- Star Voyager
- Subterranea
- Swords & Serpents
- Tournament Tennis
- Trick Shot
- Tropical Trouble
- Truckin'
- White Water!
- Wing War